# مجموعة القانون الجنائي
مجموعة القانون الجنائي (أو مجموعة قانون العقوبات) هي وثيقة تجمع كل أو قدر كبير من قواعد القانون الجنائي المطبقة داخل دولة معينة. عادةً ما تحتوي على الأفعال التي تعتبر جرائم، والعقوبات التي يمكن تطبيها على هذه الجرائم بواسطة السلطات القضائية، وبعض الأحكام العامة (مثل التعريفات ومنع المتابعة القضائية بأثر رجعي). 

## حسب البلد
- القانون الجنائي المغربي
- القانون الجنائي الجزائري
- قانون العقوبات الأرجنتيني
- القانون الجنائي لأستراليا
- Criminal Code of Austria
- القانون الجنائي لبيلاروسيا
- قانون العقوبات البرازيلي
- القانون الجنائي لجزر فيرجن البريطانية
- القانون الجنائي الكندي
- Criminal Code of Chile
- القانون الجنائي لجمهورية الصين الشعبية (zh)
- قانون جمهورية التشيك (2009)
- قانون العقوبات الدنماركي (الدنمارك)
- قانون العقوبات المصري
- القانون الجنائي الإنجليزي, a draft has existed since 1989 but, though debated since 1818, has never been enacted[بحاجة لمصدر]
- القانون الجنائي لفنلندا
- القانون الجنائي الفرنسي
- القانون الجنائي الألماني
- Hungarian Penal Code in English نسخة محفوظة 11 يناير 2013 على موقع واي باك مشين., status of 18 August 2005 ; Operative Hungarian Penal Code
- قانون العقوبات الآيسلندي
- بْهَارَتِييَا نِييَايَا سَنْهِتَا (Indian Justice Code)[2]
- القانون الجنائي الإندونيسي (Kitab Undang-Undang Hukum Pidana)(Kitab Undang-Undang Hukum Acara Pidana)
- Israeli Penal Law, 5737-1977
- النظام القضائي الإيراني
- قانون العقوبات العراقي
- Italian Penal Code
- Penal Code of Japan
- قانون العقوبات في ماكاو
- قانون العقوبات الماليزي, enacted in 1936.
- قانون العقوبات المالديفي, enacted in 1968. Revised on 16 July 2015.
- Criminal Code of Malta, enacted in 1854.
- Mexican Penal Code, enacted on August 14, 1931.
- Myanmar Penal Code, enacted on 1 May 1861
- القانون العام لنيبال
- Penal Code of the Netherlands (Wetboek van Strafrecht)
- New Zealand Crimes Act 1961
- القانون الجنائي النيجيري
- Norwegian Criminal Code
- قانون العقوبات الباكستاني
- قانون العقوبات المنقح للفلبين
- قانون العقوبات البولندي
- قانون العقوبات في البرتغال
- القانون الجنائي لرومانيا
- القانون الجنائي لروسيا
- Criminal Code of Saudi Arabia
- Penal Code of South Korea
- قانون العقوبات في سري لانكا
- قانون العقوبات السانغافوري
- Penal Code of South Africa
- القانون الجنائي الاسباني, enacted for the first time in 1822. Current version dates back to 1995.
- القانون الجنائي السويسري
- قانون العقوبات السوري
- القانون الجنائي التايلاندي
- Turkish Penal Code (also see its articles 301 and 312)
- القانون الجنائي الأوكراني
- Title 18 of the United States Code
- Model Penal Code by the American Law Institute
- List of U.S. state statutory codes
- Vietnamese Penal Code, first enacted in 1985[3]

## أنظر أيضا
- تدوين القانون
- مجموعة القانون المدني